# Emilio de los Santos
Emilio de los Santos Salcie (* 12. Oktober 1903 in San Juan de la Maguana; † 10. Juni 1986 in Santo Domingo) war ein dominikanischer Politiker und Präsident der Dominikanischen Republik.

## Biografie
Emilio de los Santos wurde in eine große Familie in San Juan de la Maguana hineingeboren; seine Eltern waren Juan Justo de los Santos und María Antonia Salcié. Nach dem Schulbesuch in seiner Heimatstadt und in Santo Domingo absolvierte er ab 1926 ein Studium der Rechtswissenschaften an der Universität Santo Domingo (seit 1961 Universidad Autónoma de Santo Domingo), das er 1930 abschloss. Nach dem Studium war er als Professor tätig. Er war verheiratet mit María Cristina Borensen, mit der er zwei Töchter hatte. 
Als Gegner der Trujillo-Regimes (Rafael, 1942–1952, und Hector B., 1952–1960) wurde er mehrmals verhaftet und längere Zeit inhaftiert. 
1962 war er Vorsitzender des Zentralen Wahlrates (Junta Central Electoral), der den Wahlsieg von Präsident Juan Bosch Gaviño proklamierte. Nach dem Sturz von Präsident Bosch wurde er am 26. September 1963 Vorsitzender eines Triumvirates und damit als dessen Nachfolger Präsident der Dominikanischen Republik. Dem Triumvirat gehörten neben ihm Manuel Enrique Tavares Espaillat und Ramón Tapia Espinal an. Die Regierung des Triumvirats bestand neben rechtsgerichteten Politikern auch aus parteilosen Fachministern. Im Dezember 1963 kam es zu einem Aufstand von Guerrillaeinheiten der Bewegung des 14. Juni unter der Führung von Manuel Aurelio Tavárez Justo gegen die Regierung des Triumvirats. Als Emilio de los Santos davon erfuhr, dass der Aufstand niedergeschlagen und die Aufständischen getötet worden waren, trat er am 22. Dezember 1963 aus dem Triumvirat zurück. Dessen Vorsitzender wurde Donald Reid Cabral. Dem Entschluss von Emilio de los Santos, nicht als Aushängeschild der Schlächter zu fungieren, wird in Teilen der Bevölkerung der Dominikanischen Republik Respekt und Achtung entgegengebracht.
Bis zu seinem Tode war er danach in dem von ihm gegründeten Anwaltsbüro Rogues Román-Bergés in Santo Domingo tätig und genoss hohes Ansehen als Jurist. Er lebte trotzdem in bescheidenen Verhältnissen. Sogar während seiner Zeit als Präsident nutzte er ausschließlich öffentliche Transportmittel, um zum Regierungspalast zu gelangen. Auch danach bewegte er sich in Santo Domingo wie ein gewöhnlicher Bürger.